# Lijst van onderscheidingen van Hermann Göring
Hermann Göring heeft in de Eerste Wereldoorlog een aantal onderscheidingen verworven. Tijdens zijn ambtsperiode in het Derde Rijk verleenden de Duitse en tal van andere regeringen de ijdele premier van Pruisen en latere rijksmaarschalk hun ridderorden en andere decoraties. Vaak liet Göring om onderscheidingen "vragen", wanneer hij ze ontving negeerde hij de wettelijke regel dat iedere Duitser de Rijkskanselier om toestemming moest vragen alvorens decoraties van vreemde regeringen aan te nemen.

## Onderscheidingen uit de Eerste Wereldoorlog
- De Pruisische Orde Pour le Mérite (1917), hij was een van de 73 piloten die deze orde verwierven.
 Göring schoot 22 vijandelijke vliegtuigen neer.
- Het IJzeren Kruis 1914, 1e Klasse
- Het IJzeren Kruis 1914, 2e Klasse
- Het Kruis van de Huisorde van Hohenzollern met de zwaarden, dit "opstapje" naar de Orde pour le Mérite werd in de Eerste Wereldoorlog 8291 maal toegekend.
- Het ridderkruis van de Militaire Karl-Friedrich-Verdienstorde van Baden. Een hoge orde die 288 maal werd verleend.
- De Orde van de Leeuw van Zähringen met zwaarden en eikenloof.
- Het ereteken voor piloten (Militär-Flugzeugführer-Abzeichen)
- Het Gewondeninsigne 1918 (Verwundetenabzeichen)
- Het Ereteken voor Waarnemers (Beobachtersabzeichen)
- Het Erekruis voor Frontdienst (Ehrenkreuz für Frontkämpfer)
- De IJzeren Halve Maan, een Ottomaanse oorlogsonderscheiding

In de periode 1918 - 1933 mochten Duitse burgers geen ridderorden van vreemde staten aannemen. In Duitsland zelf waren er, afgezien van de Beierse Maximiliaansorde voor Kunst en Wetenschap en de vredesklasse van de orde Pour le Mérite, beiden waren nu verenigingen van kunstenaars en wetenschappers, geen onderscheidingen. De nazipartij verleende Göring haar "Bloedorde" of Blutorden", dat alle betrokkenen bij de mislukte Bierkellerputsch op 9 november 1923 mochten dragen.
In 1933 werd Göring Minister-president van Pruisen en lid van de regering van het Duitse Rijk. Twee Duitse vorsten die bij hem in het gevlij wilden komen verleenden hem in het voorjaar van 1933 een ridderorde. Hij ontving het grootkruis van de Saksisch-Ernestijnse Huisorde en de Ie Klasse of Grootkruis van de Huisorde van Hohenzollern van de vorsten van Saksen-Coburg-Gotha en Hohenzollern-Sigmaringen. Nadat hij het grootkruis had ontvangen verbood Göring de Groothertog van Saksen-Coburg-Gotha om nog verdere benoemingen te doen.
In de jaren 1933 - 1945 toonde Göring zich in buitenlandse contacten vaak van zijn charmante zijde. Zo was hij verantwoordelijk voor de verkoop van Slot Biebrich bij Wiesbaden aan de Pruisische staat.
De eigenares, groothertogin Charlotte van Luxemburg verleende hem het Grootkruis van de Orde van Verdienste van Adolf van Nassau.
In 1940 werd Hermann Göring niet alleen van veldmaarschalk tot rijksmaarschalk bevorderd, hij kreeg ook een bijzondere onderscheiding.
- Het Grootkruis van het IJzeren Kruis (1940)

Hitlers "huisontwerper", Prof. Gerdy Troost ontwierp hiervoor een lederen cassette die met goudbeslag, briljanten en goudgele topazen was bezet. De ster van de Orde van het IJzeren Kruis was in 1940 in opdracht van de Rijkskanselarij aangemaakt maar werd nooit verleend. Deze gouden ster, de opvolger van de Blücherster uit de napoleontische- en de Hindenburgster uit de Eerste Wereldoorlog werd niet uitgereikt omdat Göring, voor wie ze was bedoeld, faalde in het leiden van de luchtmacht.
Op 12 januari 1943 werd Hermann Göring vijftig jaar oud. Hij kreeg van zijn relaties een tweeduizenddelig zilveren bestek met familiewapen en een kostbaar versierde palissanderhouten kast met 87 laden "voor zijn ridderorden, erezwaarden, eredolken en maarschalksstaven".
Op veertig van de 87 laden waren op porselein geschilderde afbeeldingen van orden, insignes en maarschalksstaven geschilderd, de andere 47 plaquettes waren met eikenbladeren gedecoreerd. Deze laden waren, in afwachting van de overwinning van Duitsland, nog leeg.

## Duitse onderscheidingen uit het Derde Rijk
- Keten van de president van de luchtvaartacademie. Dat was geen onderscheiding, Hermann Göring heeft de kostbare keten zelf laten maken om ermee te kunnen pronken.
- Het Kruis van Danzig der Eerste Klasse
- Het Ereteken voor de Olympische Spelen in Berlijn Ie Klasse
- Het Grootkruis van het IJzeren Kruis
- Ridderkruis van het IJzeren Kruis
- Ereteken 1e Klasse  van het Duitse Rode Kruis
- Herhalingsgesp bij IJzeren Kruis 1939, 1e Klasse en 2e Klasse
- Het Gezamenlijke Piloot-Observatiebadge in Goud met Diamanten (Duits: Gemeinsames Flugzeugführer- und Beobachter-Abzeichen in Gold und Brillanten)

## Onderscheidingen uit andere staten
- Grootkruis en keten van de Orde van Sint-Kyrillius en Sint-Methodius (Bulgarije)
- Grootkruis en ster met briljanten van de Orde van Sint-Alexander (Bulgarije)
- Grootkruis en keten van de Orde van Sint-Alexander (Bulgarije)
- Ster der Eerste Klasse en commandeurskruis in de Militaire Orde voor Dapperheid (Bulgarije)
- Grootkruis, ster met briljanten en keten van de Orde van de Dannebrog (Denemarken)
- Grootkruis in de Orde van de Witte Roos (Finland)
- Eerste Klasse met de Zwaarden in de Orde van het Vrijheidskruis (Finland)
- Het Piloteninsigne met briljanten (Finland)
- Ridder in de Orde van de Verkondiging (Italië)
- Grootkruis in de Orde van Sint-Mauritius en Sint-Lazarus (Italië)
- Grootkruis in de Militaire Orde van Savoye (Italië)
- Grootkruis met de zwaarden in de Orde van de Romeinse Adelaar (Italië)
- Grootkruis in de Orde van de Rijzende Zon (Japan)
- Grootkruis in de Paulownia-Zonneorde (Japan)
- Grootkruis met Eikenloof in de Orde van de Kroon van Koning Zvonimir (Kroatië)
- Het Kroatisch Piloteninsigne
- Keten van de Orde van Carol I (Roemenië)
- Grootkruis in de Orde van Carol I (Roemenië)
- Eerste Klasse in de Orde van Michaël de Dappere (Roemenië)

De Rijksmaarschalk bezat ook de IIe en IIIe Klasse.
- Erekruis van Verdienste Ie Klasse (Roemenië)
- Het Piloteninsigne (Roemenië)
- Commandeur-Grootkruis in de Orde van het Zwaard (Zweden)
- Grootkruis en keten van de "Orde van de Overwinning" (Slowakije)
- Grootkruis en keten van de Orde van het Juk en de Pijlen (Spanje)
- Grootkruis in de Orde van de Heilige Stefanus (Hongarije)
- Grootkruis en ster met de Stefanskroon van de Orde van Verdienste

Hermann en Emmy Göring leefden in hun landhuis Karinhalle als vorsten. Zij stelden dan ook een "Huisorde" in. Het kostbare medaillon van ivoor, briljanten en toermalijn stelde een
hertenkop met een swastika in het gewei, een verwijzing naar Sint-Hubertus, voor. Onder de kop staan de letters "D" en "J" wat voor "Deutsche Jagd" zal staan. Het kleinood werd aan vrouwelijke bezoekers geschonken. Er werd op Karinhalle ook een gouden medaille voor trouwe dienst verleend. Op de geëmailleerde voorzijde staan drie wapenschilden, waaronder het sprekende wapen van de familie Göring onder een hakenkruis. De keerzijde biedt ruimte voor een inscriptie. Er is slechts één exemplaar bekend en daarvan ontbreekt het lint. Ook over het lint van de "huisorde" is niets bekend.
De kostbare kast werd, samen met de Karinhalle, door Göring zelf opgeblazen. De orden zijn bewaard gebleven. Een aantal is in Amerikaanse handen gevallen en wordt in een museum in West-Point bewaard. Andere orden werden geroofd. In 1948 zou, zo schrijft Neubecker, een set van 12 grootkruisen uit Görings bezit in Engeland zijn verkocht. Dochter Edda Göring bezit nog een huisorde.
Wilhelm II van Duitsland ·
Manfred von Richthofen ·
maarschalk Stalin ·
Hermann Göring ·
maarschalk Tito ·
koningin Juliana der Nederlanden ·
prins Bernhard der Nederlanden ·
Elizabeth II ·
koning Boudewijn der Belgen ·
prinses Beatrix der Nederlanden ·
prinses Margriet der Nederlanden ·
koning Willem-Alexander der Nederlanden ·
Prins Hendrik der Nederlanden

Zie ook: Ridderorde
Wilhelm II van Duitsland ·
Manfred von Richthofen ·
Hermann Göring ·
Franz von Hipper ·
De "jonge Moltke" ·
De "oude Moltke"

Zie ook: Lijst van de militaire dragers van de Orde Pour le Mérite